# Первое Мая (Бухар-Жырауский район)
Пе́рвое Ма́я (каз. Первое Мая) — село в Бухар-Жырауском районе Карагандинской области Казахстана. Входит в состав сельского округа Тузды. Находится примерно в 36 км к западу от районного центра, посёлка Ботакара и 3 километрах к востоку от посёлка Габидена Мустафина. Код КАТО — 354083300.

## География
Село расположено у автодороги республиканского значения P-37 (Темиртау — Актау — Бастау) и Трансказахстанской железнодорожной магистрали (о.п. «Первого мая»), в 1,5 километрах к северу от реки Нура.

## Население
В 1920 году в селе было 30 дворов, проживало 150 человек. В 1999 году население села составляло 295 человек (147 мужчин и 148 женщин). По данным переписи 2009 года, в селе проживало 279 человек (132 мужчины и 147 женщин).
| Численность населения | Численность населения | Численность населения | Численность населения | Численность населения |
| 1908                  | 1909                  | 1920                  | 1999                  | 2009                  |
| --------------------- | --------------------- | --------------------- | --------------------- | --------------------- |
| 146                   | ↗161                  | ↘150                  | ↗295                  | ↘279                  |

## История
По сообщению газеты «Омские епархиальные ведомости» от 1 сентября 1908 года в село Дотай прибыло 146 и ожидалось ещё 10 человек. В книге Юрия Попова «Церкви, часовни и молитвенные дома Центрального Казахстана» название села указано как Дошай (Сергиопольское).
Село Сергиопольское как самостоятельный населённый пункт образовано 10 февраля 1909 года в составе Астаховской волости Акмолинского уезда. Население составляло 195 человек, земельных угодий — 2313 десятин. Село обслуживалось разъездным причтом молитвенного дома села Сенокосное. Население по церковным записям составляло 161 человек.
Мимо сёл Токаревка и Сергиополь прошли отступавшие остатки войск атамана Дутова (так называемый «Голодный поход»).
Весной 1930 года в соседнем селе Токаревка был организован колхоз «Первое мая», куда вошли крестьяне села Сергиополь, а в 1956 году Первое Мая вошло в состав вновь образованного совхоза «Туздинский» Тельманского района с центральной усадьбой в селе Новостройка.
В селе проживали родители писателя Габидена Мустафина.

## Настоящее время
В селе имеется начальная школа, медицинский пункт, работают Сергиопольский и Актауский водозаборы, обеспечивающие питьевой водой город Темиртау и посёлки Актау и Габидена Мустафина. Недалеко от села ведётся добыча песчано-гравийной смеси на месторождении «Солончаки».
В селе похоронен Герой Советского Союза Прокофий Корниенко, имеются обелиски погибшим коммунарам Скляру и Пацанёву (по другим данным — Скляров П. и Шалашнев Т.), погибшим в 1921 году, и жителям села, погибшим в годы Великой Отечественной войны.

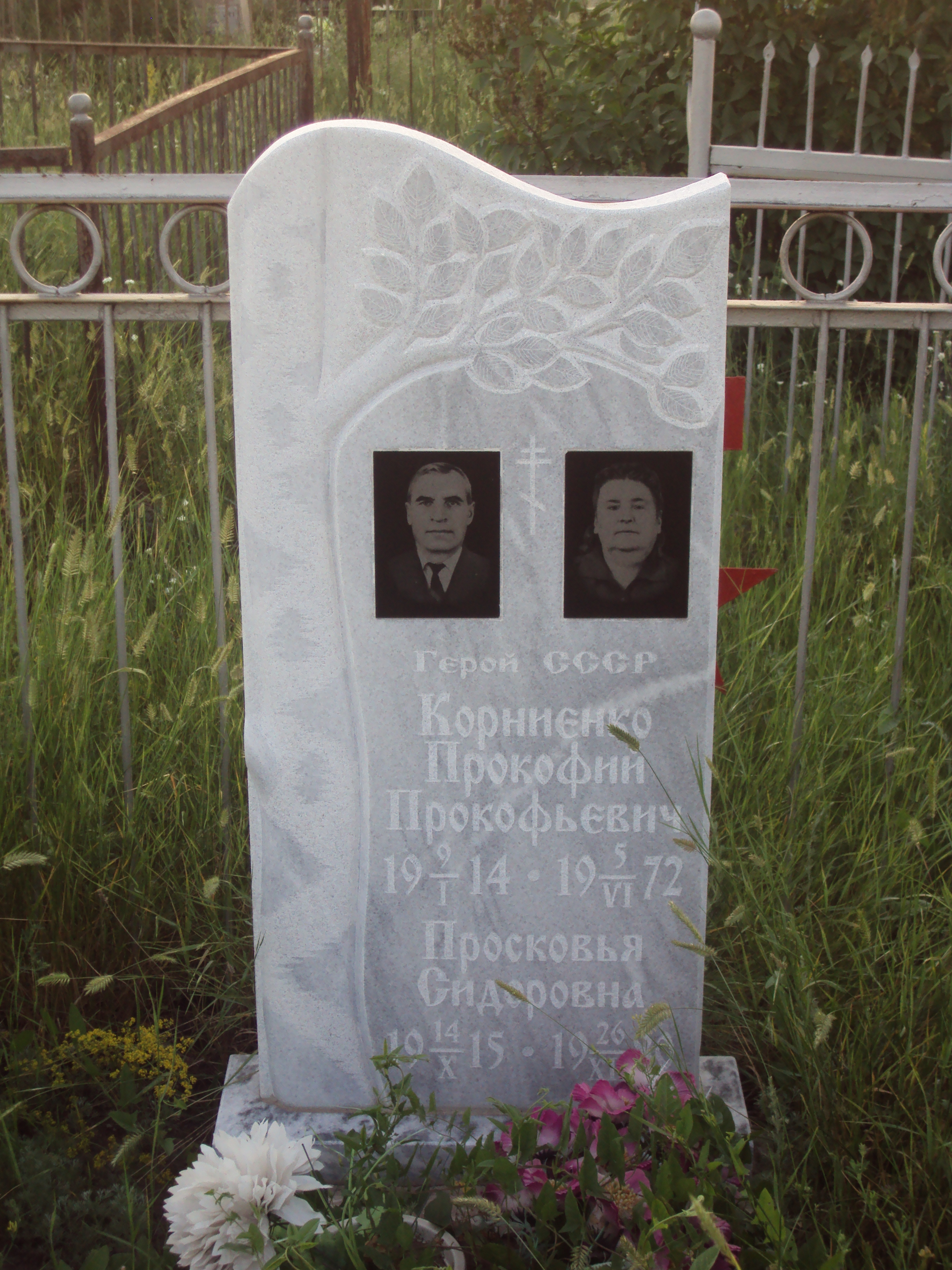
Могила Корниенко П. П.
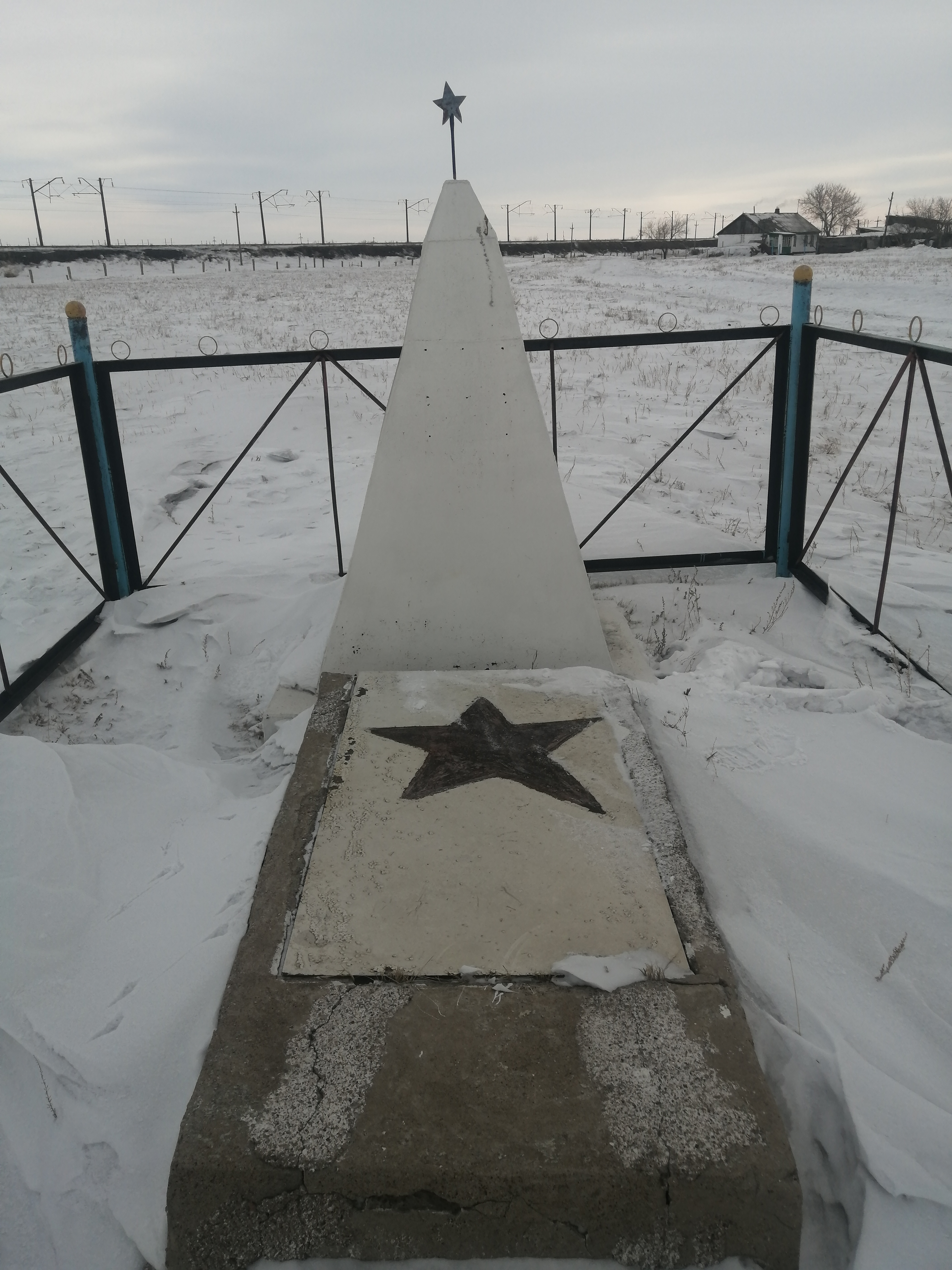
Старый памятник участникам ВОВ
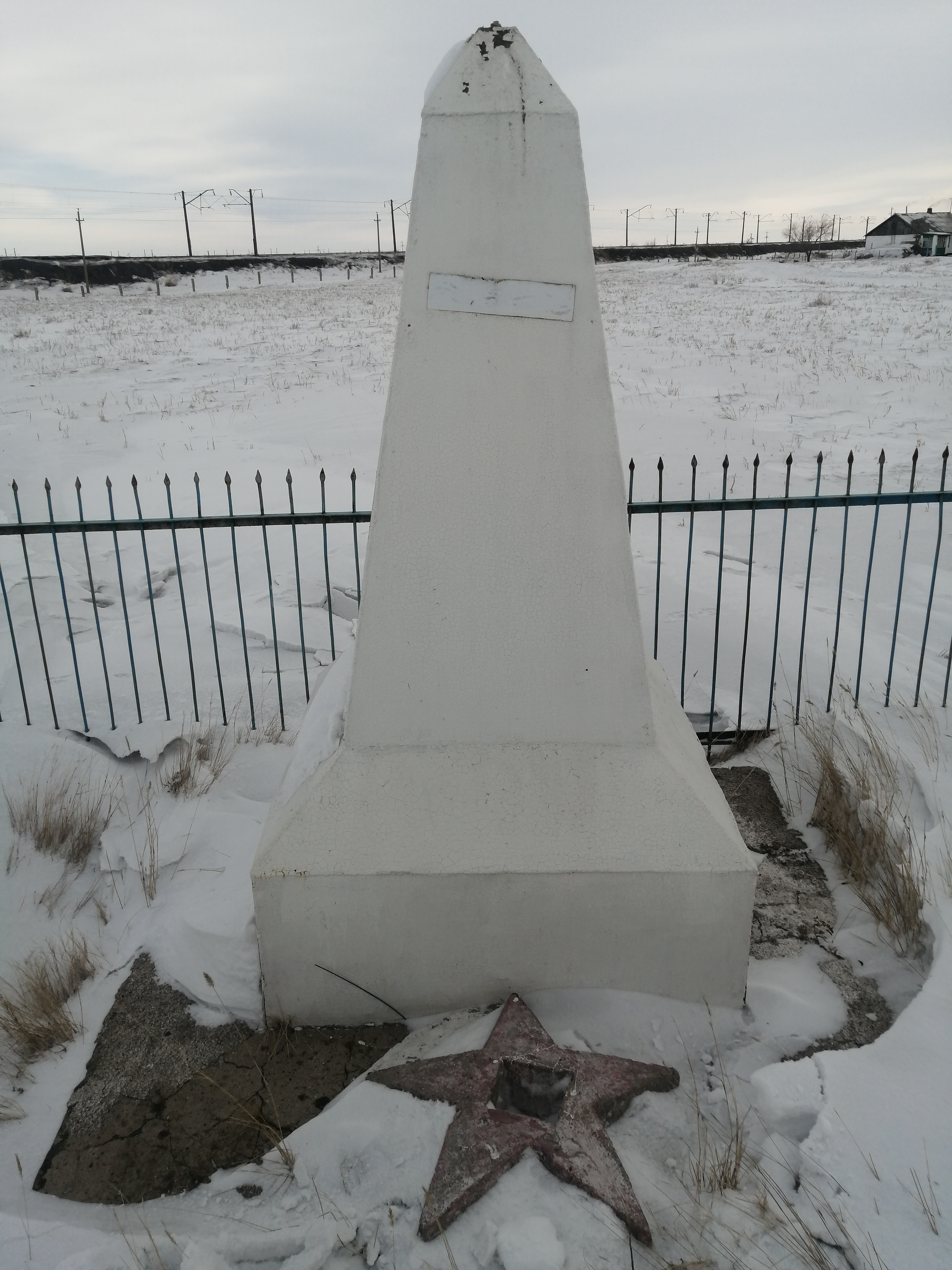
Обелиск расстрелянным коммунарам Скляру и Пацанёву
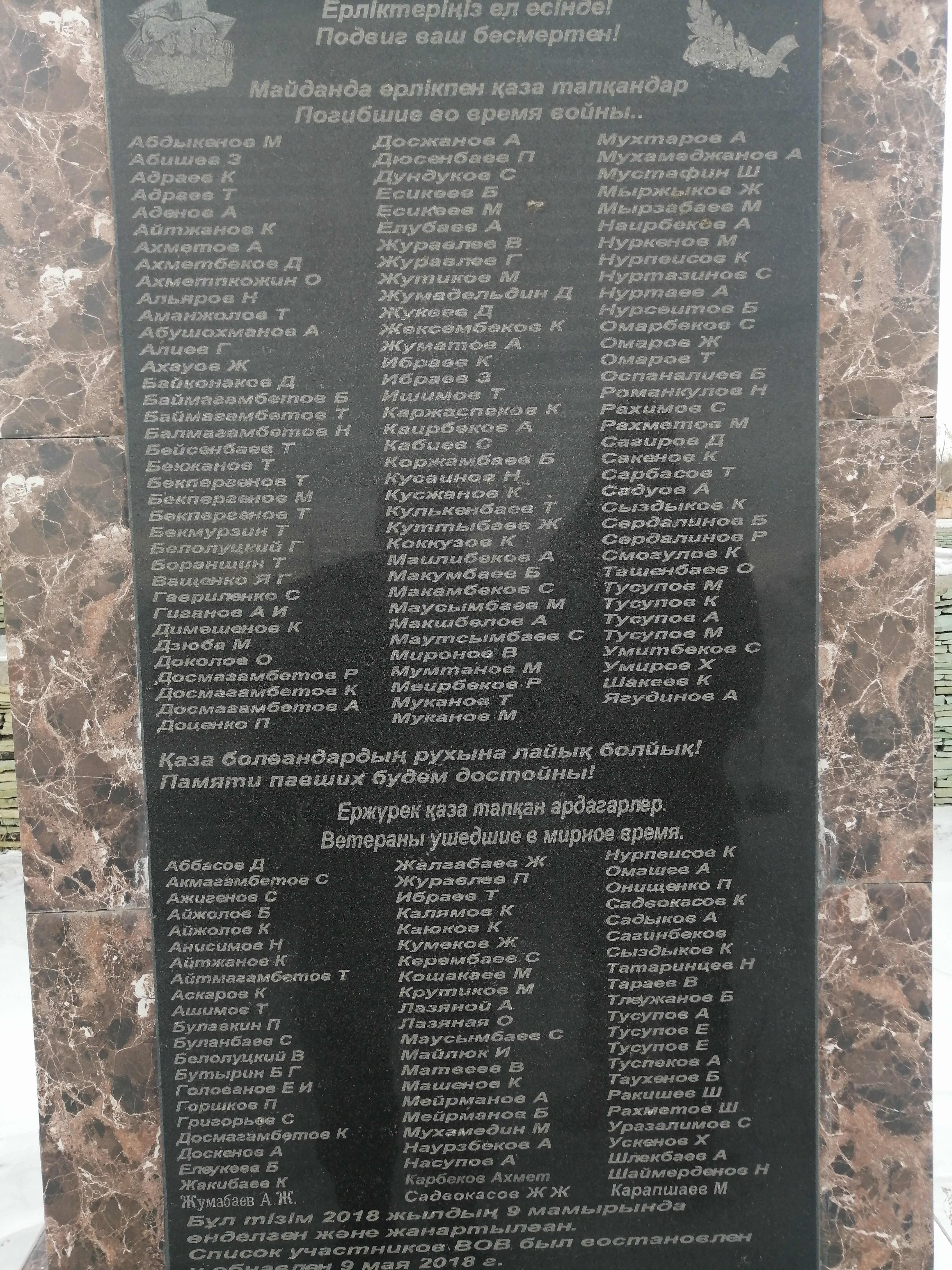
Список погибших участников ВОВ на новом обелиске